# Tachina augens
Tachina augens là một loài ruồi trong họ Tachinidae.